# Okartowo (przystanek kolejowy)
Okartowo – przystanek osobowy w Okartowie-Przystanku na linii kolejowej nr 223, w województwie warmińsko-mazurskim, w powiecie piskim, w Polsce.